# Ebenezer Akinsanmiro
Ebenezer Ajodun Akinsanmiro (født 25. november 2004) er en nigeriansk professionel fodboldspiller, der spiller som midtbanespiller for Serie A klubben Inter Milan.

## Karriere

### Tidlig karriere
Akinsanmiro startede sin professionelle karriere for Remo Stars i 2020.
I marts 2022 blev Akinsanmiro udlejet til den nigerianske klub Alex Transfiguration.

### Inter Milan
Den 31. januar 2023 skiftede Akinsanmiro til den italienske klub Inter Milan, på en fireårig kontrakt.   Han fik sin debut for Inter Milan den 25. februar 2024, hvor han blev indskiftet i det 76. minut af en 4-0 Serie A sejr over Lecce. 

#### Lån til Sampdoria
Den 19. juli 2024 blev Akinsanmiro udlånt til Serie B klubben Sampdoria med en købsoption for Sampdoria. Han debuterede for klubben den 11. august, hvor han startede inde i en Coppa Italiakamp mod Como, hvor Sampdoria vandt 5-4 sejr i straffesparkskonkurrencen.

## Titler
Inter Milan
- Serie A: 1 (2023–24)
- Coppa Italia: 1 (2022-23)
- Supercoppa Italiana: (2023)